# Felix Wankel
Felix Heinrich Wankel (Lahr, 13 agosto 1902 – Lindau, 9 ottobre 1988) è stato un inventore tedesco, sviluppò il motore a combustione interna che ne prende il nome, il motore Wankel.

## Biografia

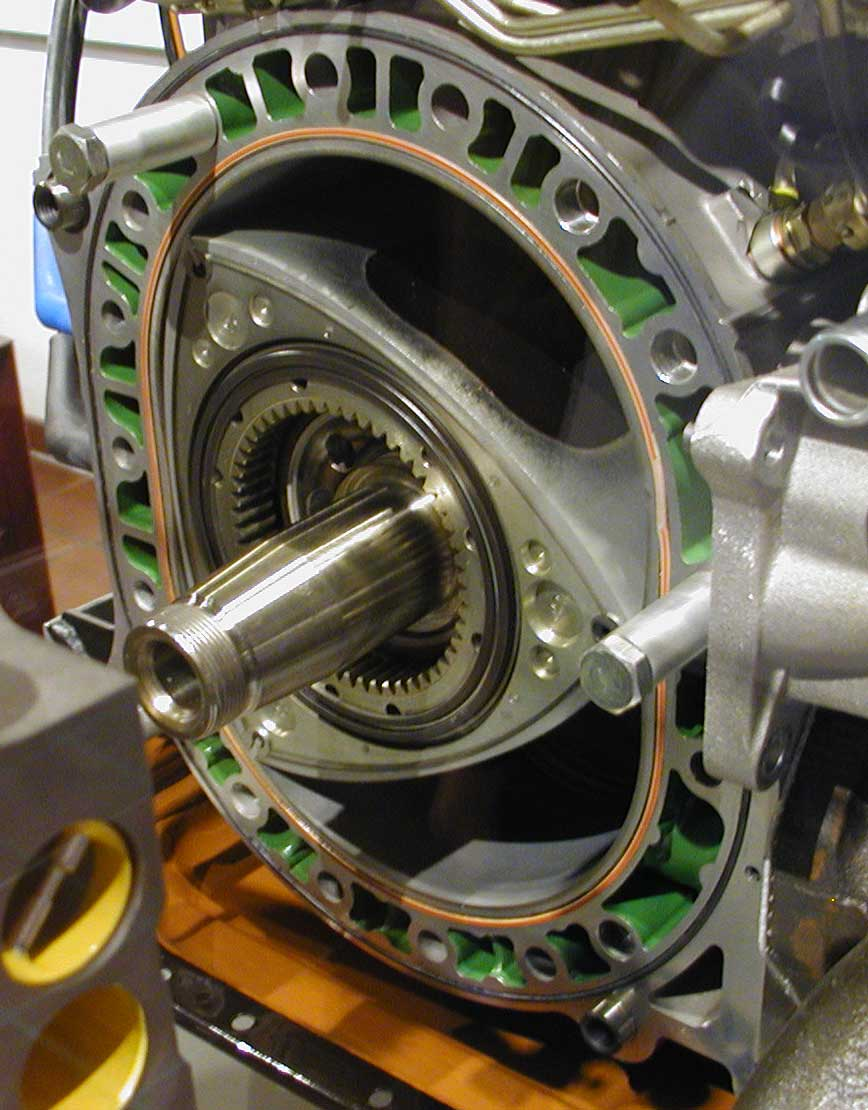
Motore Wankel presso il Deutsches Museum

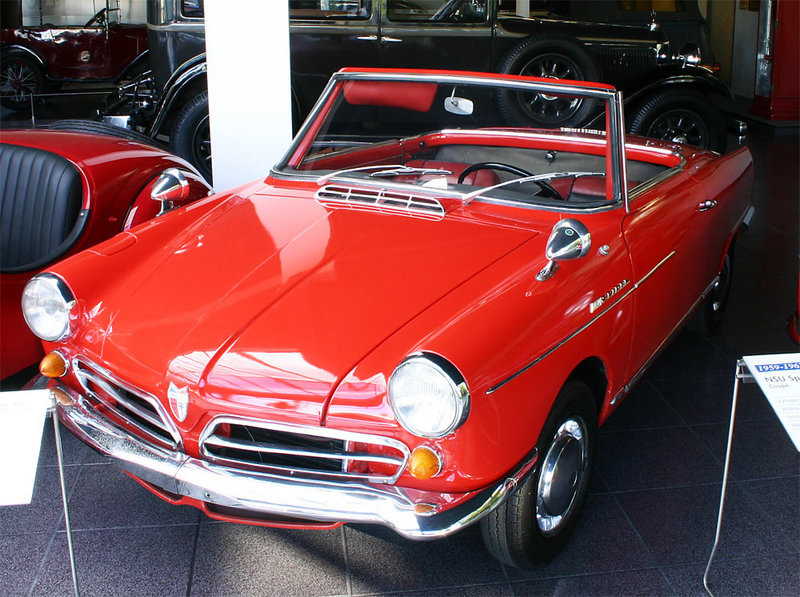
NSU Wankel Spider

Nato a Lahr in Germania, Felix Wankel non ebbe l'opportunità di seguire studi universitari poiché la madre rimase vedova durante la prima guerra mondiale. Iniziò la sua opera di progettazione di un motore a combustione interna alternativo, rispetto alla normale concezione di motore endotermico negli anni trenta, ed il suo primo brevetto risale al 1936 quando si occupò dello sviluppo di compressori volumetrici rotativi per la Luftwaffe.
La sua esperienza nei motori a combustione interna era tale che durante la guerra venne incaricato dai nazisti di migliorare i motori dei loro aerei, benché fosse stato imprigionato perché contrario al regime.
Da autodidatta aveva concepito l'idea di un motore di tipo rotativo già nel 1923, inquadrando uno dei principali problemi dei motori fin lì sviluppati, la perdita dell'enorme forza d'inerzia sviluppata dal moto rettilineo alternato del pistone. Era energia utile, da trasformare in moto rotativo attraverso un delicato sistema di trasmissione biella-manovella.
Nel dopoguerra entrò come progettista nella ditta NSU Motorenwerke, intraprendendo lo sviluppo delle macchine a stantuffo rotante. Nel 1951 Wankel iniziò così lo sviluppo del proprio motore al NSU e nel 1957 costruì il primo prototipo.
Morì dopo una lunga malattia a Lindau in Germania, il 9 ottobre 1988.

## Eredità

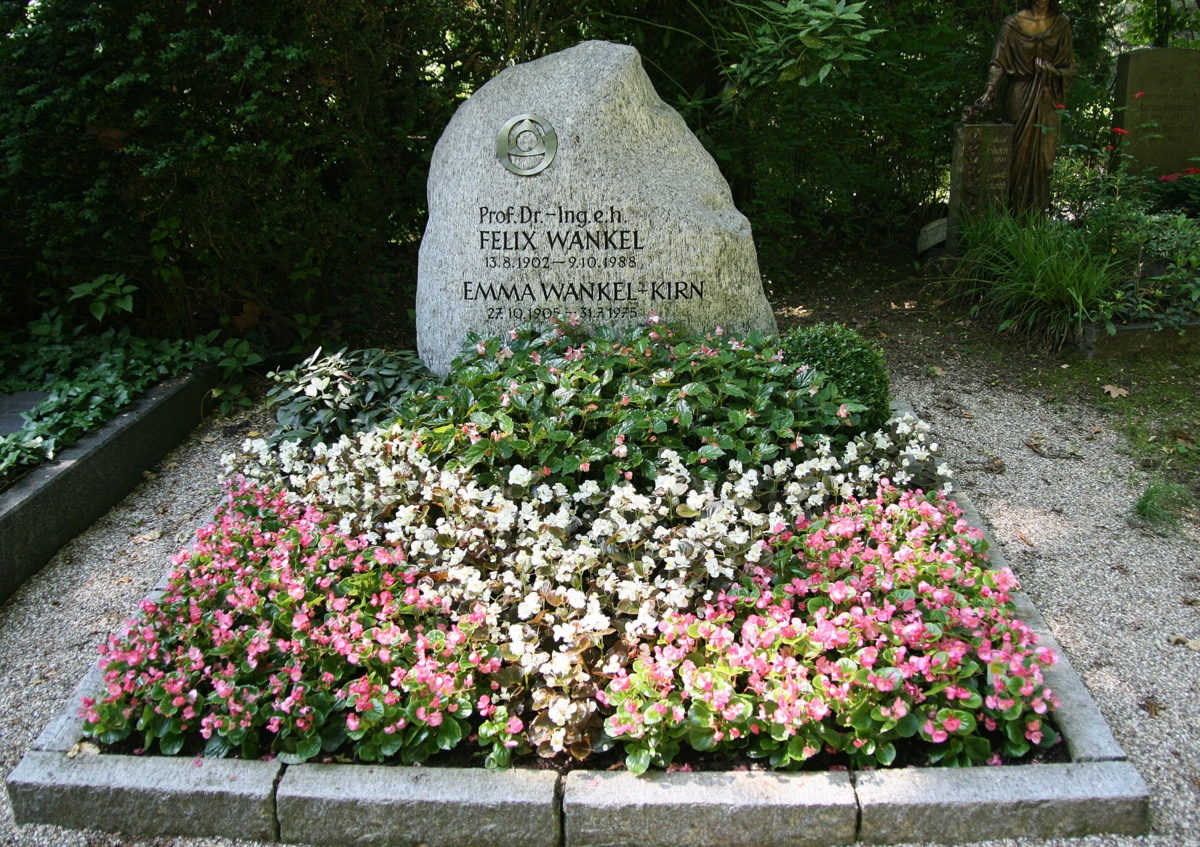
Tomba di Wankel presso il Bergfriedhof di Heidelberg

Wankel fu sposato dal 1936 con Emma („Mi“) Kirn (1905-1975) sino alla morte di questa. Non ebbero figli.
Wankel non ebbe la patente, era fortemente miope. Ebbe comunque una NSU Ro 80 (a motore Wankel), guidata da un autista. Dopo la vendita delle azioni Lonrho fondò la Felix-Wankel-Stiftung con sede a Heidelbergs Philosophenweg 17. Fu un amico degli animali, e spese tempo e denaro per la protezione degli animali e istituì il premio  di ricerca al IGN - Internationale Gesellschaft für Nutztierhaltung. Anche un fondo per la cura dei tumori; morì a 86 anni di cancro.
La tomba è presente al Bergfriedhof di Heidelberg.

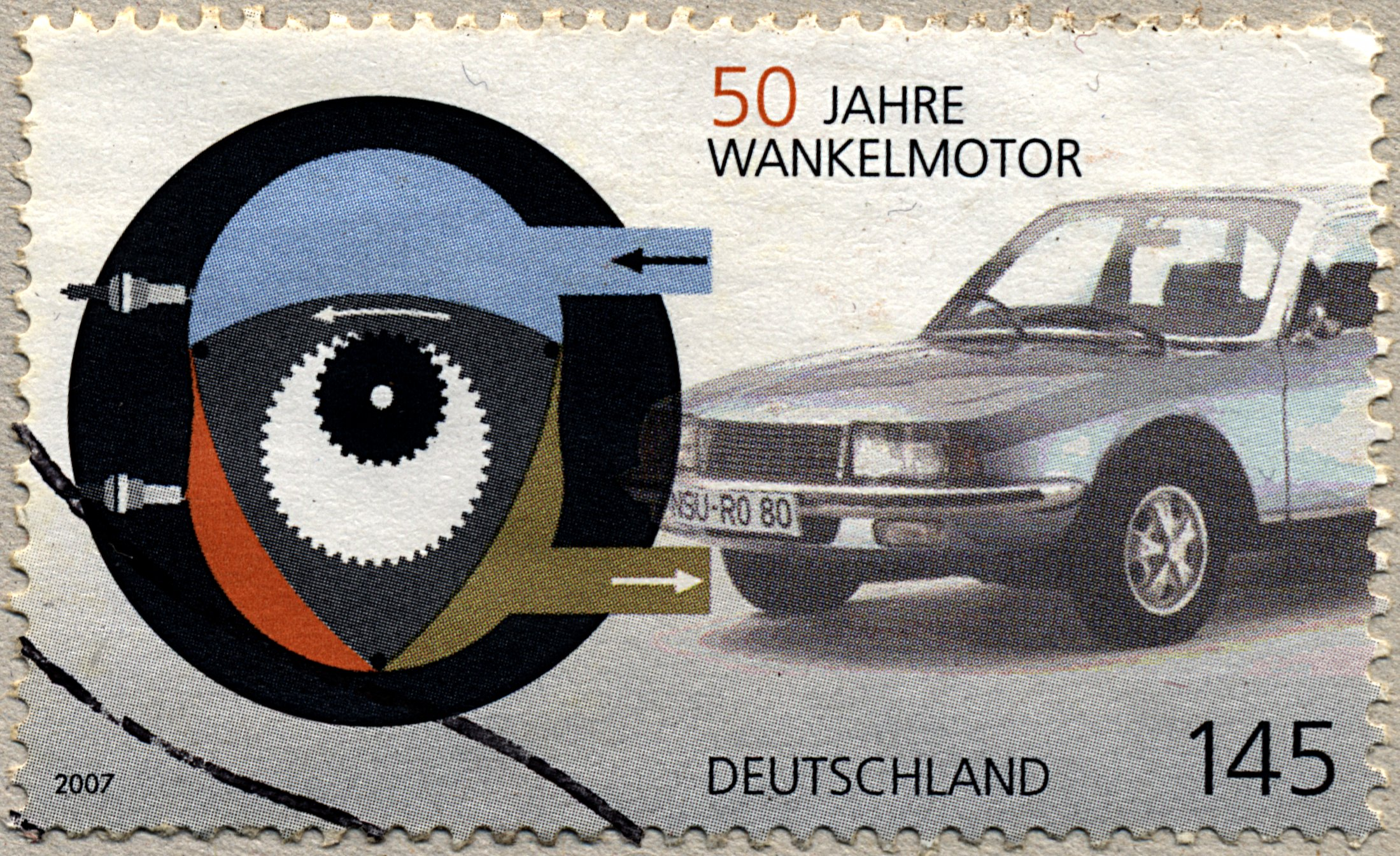
Francobollo per il 50° del Wankelmotor (2007)

Dopo la sua morte la fondazione Felix-Wankel-Stiftung cedette i beni immobili alla Volkswagen AG. I Feuerwehr Heidelberg hanno un museo con all'interno i suoi lasciti di studio. Gli scritti di Wankel sono oggi nel Technoseum di Mannheim. 
Il museo privato Museum Autovision a Altlußheim mostra oltre 80 motori rotativi Wankel e autoveicoli.

## Riconoscimenti
- Dottorato onorario da parte del Technische Universität München, 5 dicembre 1969.
- Medaglia d'oro da parte della federazione degli ingegneri tedeschi, 1969.
- Gran Croce Federale del Servizio tedesco, 1970
- Medaglia John Price Wetherill, Franklin Institute, Filadelfia, 1971.
- Medaglia Bavarese al servizio, 1973
- Cittadino onorario di Lahr, 1981,
- Titolo di professore 1987.
- Medaglia Sōichirō Honda, 1987